# WASP-14
WASP-14, auch als BD +22° 2716 katalogisiert, ist ein Hauptreihenstern der Spektralklasse F5 im Sternbild Bärenhüter. Er wird von einem Exoplaneten umkreist.

## Exoplanet
WASP-14 b ist ein Exoplanet mit einer Masse von etwa 7,7 Jupitermassen. Er umkreist den Zentralstern mit einer Periode von 2,24 Tagen in einer Entfernung von etwa 0,04 Astronomischen Einheiten bei einer Exzentrizität von etwa 0,1. WASP-14 b wurde im Rahmen des SuperWASP-Projektes mit Hilfe der Transitmethode entdeckt. Seine Entdeckung wurde im Jahr 2008 veröffentlicht.